# Autorització d'ús d'emergència (EUA)
Una autorització d'ús d'emergència als Estats Units és una autoritat atorgada per la Food and Drug Administration (FDA) en virtut de seccions de la Federal Food, Drug and Cosmetic Act, afegides i modificades per diverses Lleis del Congrés, incloses la Pandemic and All-Hazards Preparedness Reauthorization Act (Llei de reautorització de la preparació contra pandèmies i tots els riscos) de 2013 (PAHPRA). No constitueix una aprovació del medicament en el sentit legal total del terme, sinó que la FDA autoritza a facilitar la disponibilitat d'un producte no aprovat o d'un ús no aprovat d'un producte aprovat durant un estat d'emergència declarat per una de les diverses agències o la consideració d'una "amenaça material" per part del Secretari de Seguretat Nacional.